# Hispano-Suiza Type 20

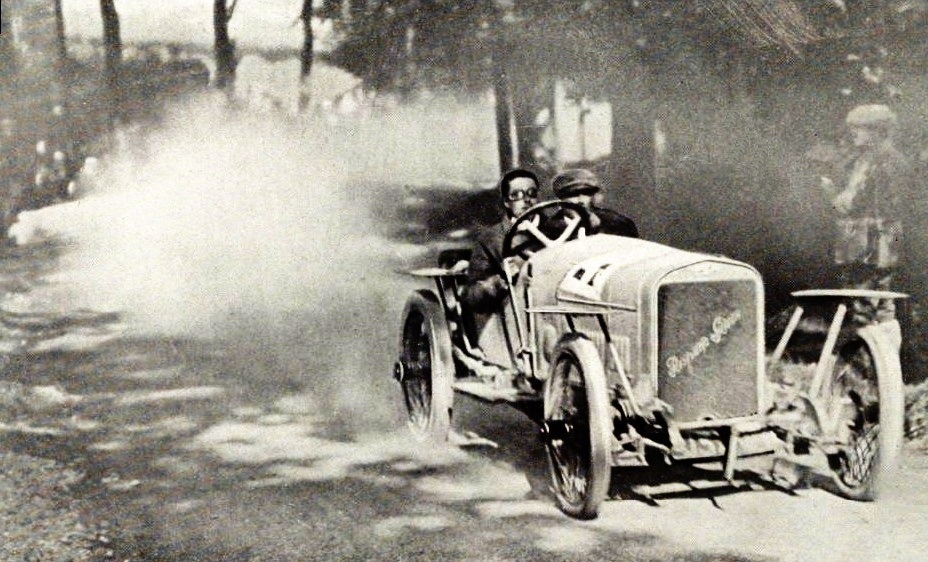
Bara auf Hispano-Suiza Type 20

Der Hispano-Suiza Type 20 ist eine Baureihe von Rennwagen. Hersteller war die Société Française Hispano-Suiza im französischen Levallois-Perret.

## Beschreibung
Eine Quelle nennt 1913 als einziges Produktionsjahr. Eine andere Quelle gibt an, dass ab November 1913 eine kleine Serie von Fahrzeugen entstand, die zwischen Mai und Juli 1914 ausgeliefert wurden. Vorausgegangen war die Baureihe Hispano-Suiza MCP.
Der Vierzylindermotor war wassergekühlt. Er war zeittypisch vorn im Fahrgestell eingebaut und trieb die Hinterachse an. 85 mm Bohrung und 130 mm Hub ergaben 2951 cm³ Hubraum. Der Motor leistete 62 PS. Er war eine Neukonstruktion mit moderner Ventilsteuerung im Kopf, bei der jedoch der untere Teil des Triebwerks unverändert blieb. Das harmonierte nicht, der Motor machte Probleme.
Der Radstand betrug 240 cm. Üblicherweise waren die offenen Fahrzeuge mit zwei Sitzen nebeneinander ausgestattet. Eine Ausführung, „La Sardina“ genannt, hatte eine wesentlich schmalere Karosserie. Bilder zeigen sowohl Einsitzer als auch Tandemsitzer, bei denen der Sitz für den Beifahrer auf Höhe der Hinterachse angeordnet ist.

## Produktionszahlen
Insgesamt wurden 15 Fahrzeuge hergestellt. Mindestens ein Fahrzeug existiert noch. Die Fahrzeuge hatten die Seriennummern von 2286 bis 2300. Eine andere Quelle gibt 13 Fahrzeuge an.
Das erhaltene Fahrzeug mit der Nummer 2291 gehörte 2005 Christopher Thomas und trug das britische Kennzeichen DF 7517. Das blau lackierte Fahrzeug ist als Tourenwagen mit zwei Türen und vier Sitzen karossiert. Es wurde im April 2023 für 253.000 Pfund Sterling versteigert.